# Ponte (Vila Verde)
Ponte oder Ponte S. Vicente ist eine Gemeinde im Norden Portugals.
Ponte gehört zum Kreis Vila Verde im Distrikt Braga, besitzt eine Fläche von 3,4 km² und hat 452 Einwohner (Stand 19. April 2021).